# Aglaoschema mimos
Aglaoschema mimos là một loài bọ cánh cứng trong họ Cerambycidae.